# Fabio Nieder

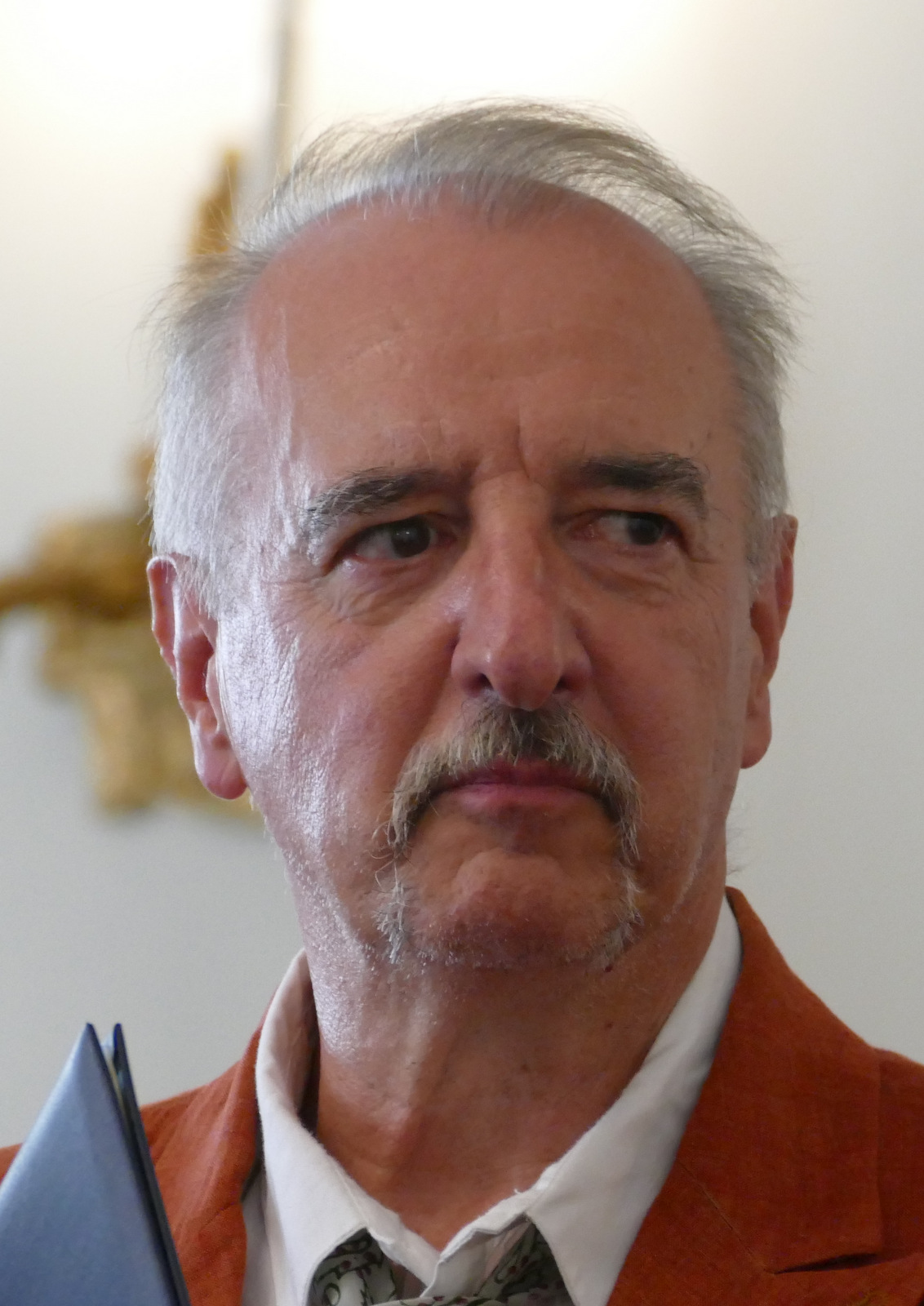
Fabio Nieder

Fabio Nieder (* 27. Oktober 1957 in Triest) ist ein Komponist zeitgenössischer Musik, Dirigent und Pianist.

## Leben
Nieder studierte an der Musikhochschule Triest Komposition, Klavier und Kammermusik. Anschließend vertiefte er sein Kompositionsstudium bei Witold Lutosławski, Klaus Huber und Iannis Xenakis. Als Pianist, der in einer überwiegend mitteleuropäischen Musikkultur aufwuchs, entwickelte er eine enge Beziehung zu dem deutschen Kunstlied. Regelmäßig begleitete er Liedinterpreten wie Elisabeth Schwarzkopf, Petre Munteanu, Alfredo Kraus und Barbara Hannigan. Er hat das Ensemble für Neue Musik Florestan-Eusebius gegründet, in dem er Klavier spielte und dirigierte. Als Dirigent arbeitete er mit bedeutenden Ensembles für zeitgenössische Musik, darunter das Ensemble Mosaik und das Amsterdamer Nieuw Ensemble, das viele seiner Werke aufführte. Seine Begegnung mit Luciano Berio 1997 in Salzburg führte zu einer künstlerischen Beziehung, die zu einer Freundschaft wuchs.
Nieder lehrte neun Jahre Komposition an dem Konservatorium von Amsterdam und ist Professor für Komposition an der Triester Musikhochschule G. Tartini. Als Gastdozent unterrichtete er an Musikhochschulen in Stuttgart, Tallin, Riga, Graz, Salzburg, Boston, Mailand, Ljubljana und Budapest. Er war Dozent für Komposition bei den Meisterkursen Acanthes in Metz, beim Bartók Seminar und Festival in Szombathely und bei der Fondazione Spinola-Banna per l´arte.

## Werke (Auswahl)
- Fall asleep, or hearing dye[2]
- Marcia fatata – Souvenir & Gift from the Republic of Slovakia für fünf Instrumente[3]
- 3 unvollendete Portraits für Streichorchester[4]
- Dem Doppelgänger in memoriam für Bariton und Kammerorchester[5]
- Erdenmarsch – Komponierte und improvisierte Musik für Percussion-Orchester[6]
- Z truhle mojej probabki, slovenské ľudové piesne – Aus der Truhe meiner Urgroßmutter, slowakische Volkslieder für Orchester mit Frauenstimme und konzertantem Cimbalom[7]
- Vielleicht weiß es die Nachtigall – Ein slowakisches Volkslied für Sopranstimme und Kammerorchester[8]
- Ein slowakisches Undinen-Märchen der authentischen Paulina und das Dekordrama des Wassermanns auf dem Trockenen – Oper in einem Aufzug für eine slowakische Folklore-Sängerin, Bass-Bariton, Kinderchor, 9-köpfiges Ensemble und einen Dirigenten[9]

## Auszeichnungen
- 1979: Erster Preis des Valentino-Bucchi-Wettbewerbs
- 1980: ISCM-Preis[10]
- 1997: Gustav-Mahler-Kompositionspreis[11]
- 2013: Antonio-Feltrinelli-Preis
- 2021: Premio edizione della critica musicale „Franco Abbiati“ für die Komposition Z truhle mojej probabki, slovenské l'udové piesne als beste Uraufführung in Italien 2020[12]
- 2023: Deutscher Musikautorenpreis in der Kategorie Komposition Orchester[13]